# Templo de Venus y Roma

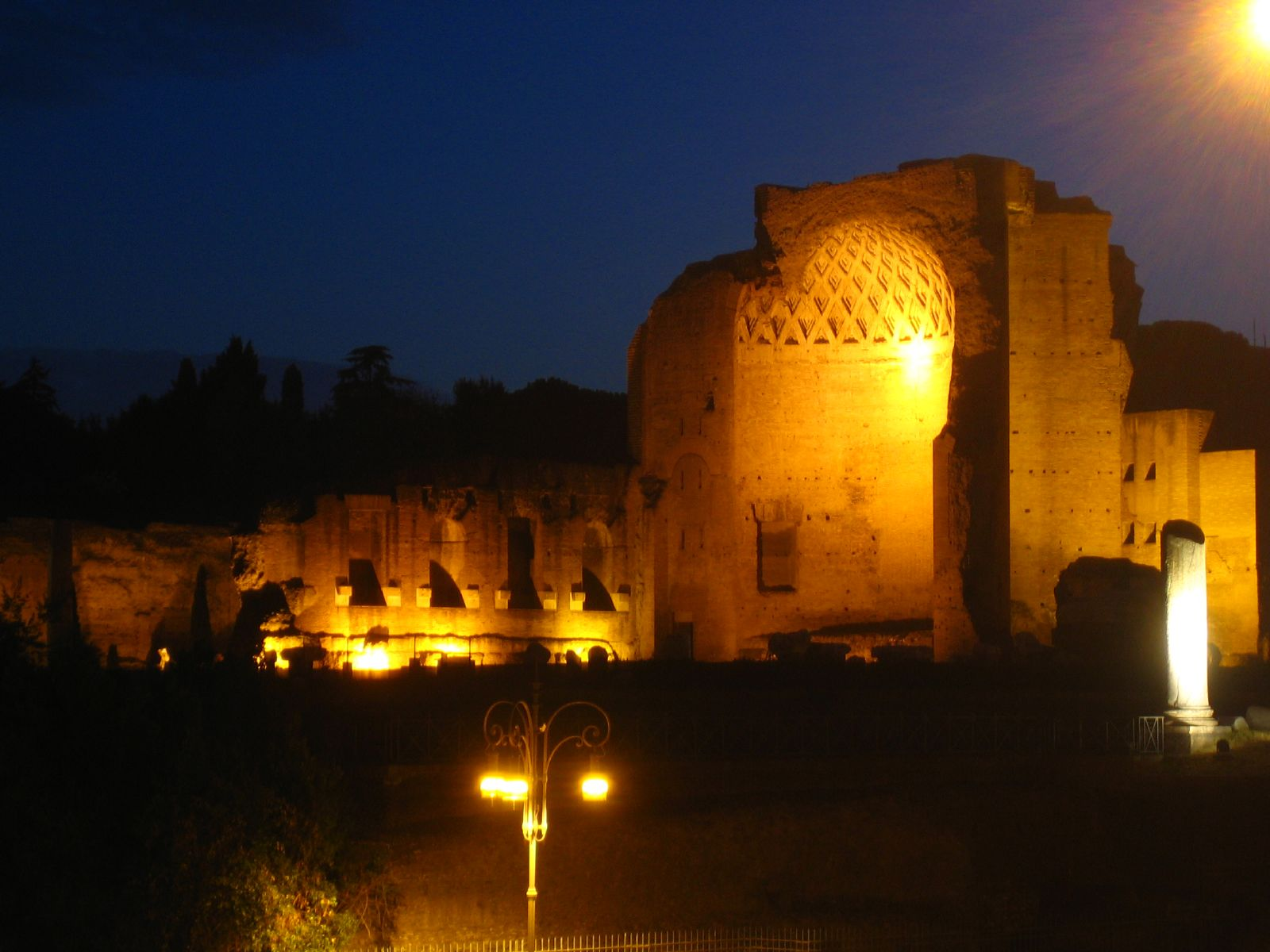
El ábside del templo de noche.

El templo de Venus y Roma (en latín, Templum Veneris et Romae) se sitúa en el extremo oriental del Foro Romano, cerca del Coliseo. Se cree que fue el templo más grande de la Antigua Roma. Ubicado en la colina Velia, entre el borde oriental del Foro Romano y el Coliseo, fue dedicado a las diosas Venus Felix ("Venus la que trae buena fortuna") y Roma Aeterna ("Roma eterna").
Fue construido por el emperador romano Adriano, que empezó su construcción en 121. Fue inaugurado oficialmente por Adriano catorce años más tarde, en 135, pero no fue terminado totalmente hasta el año 141 por Antonino Pío. Dañado por el fuego en el año 307, fue restaurado con cambios por el emperador Majencio.

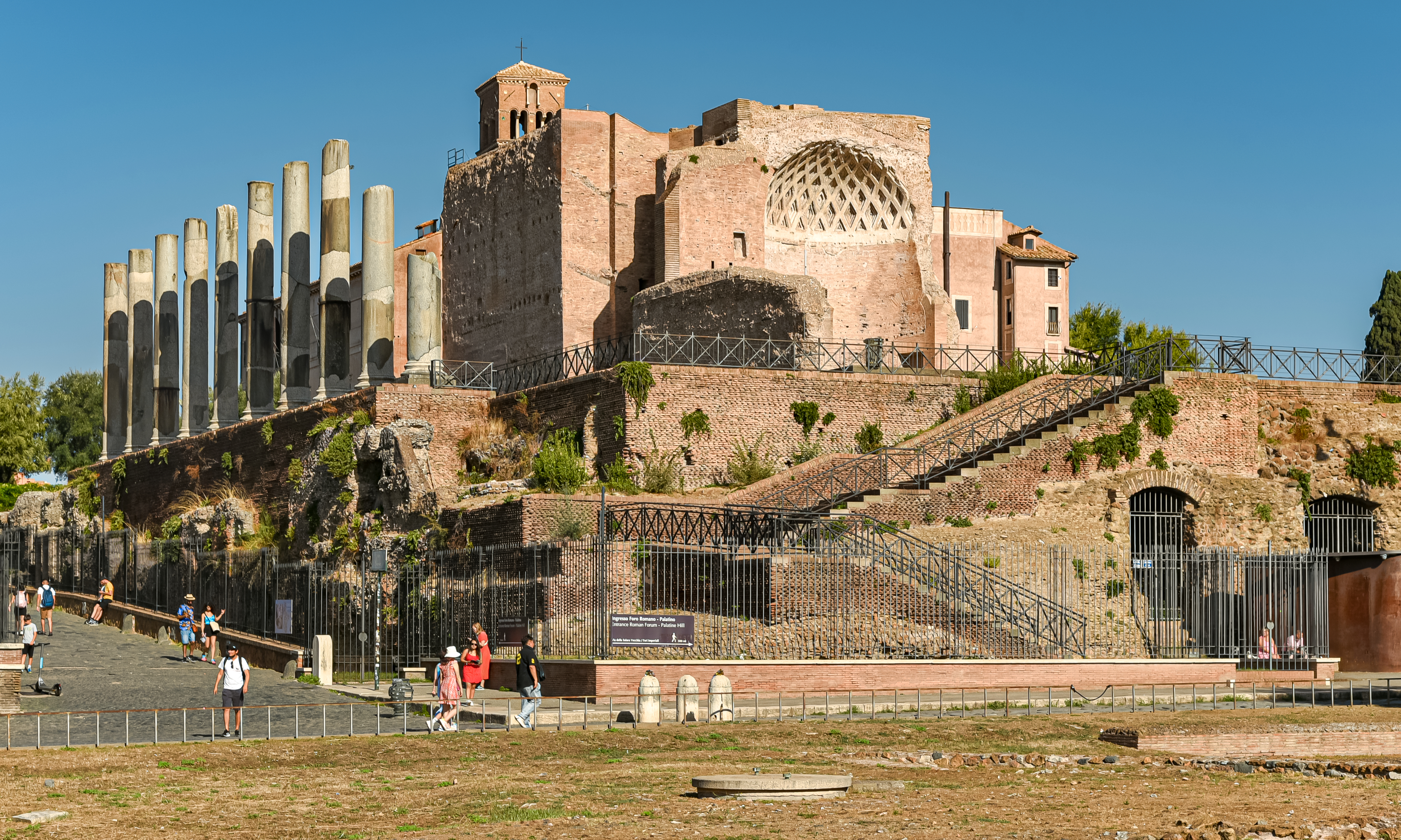
Templo de Venus y Roma.

## Ubicación
El templo se construyó sobre la suave pendiente que desciende hacia el Coliseo, sobre los terrenos que ocupaba el vestíbulo de la Domus Aurea de Nerón. Hubo que desplazar el coloso de Nerón, al lado del Anfiteatro Flavio, para liberar el espacio requerido. Fue necesario un importante terraplén para compensar una diferencia de nivel de 9 m y formar una terraza rectangular de 145 m por 100 m, en medio de la cual se alzaba el templo propiamente dicho de 108 x 54 m. Dos dobles columnatas bordeaban los lados más largos de la terraza.

## Función
Esta edificación está íntimamente ligada a la celebración de los aniversarios de Roma: la fecha del 21 de abril como aniversario de Roma se celebra cada año durante Parilia. Antonino Pío celebró el 900.º aniversario en 148. Las monedas acuñadas con tal ocasión mostraban la fachada decástila del templo poniendo de manifiesto el monumento y el culto al que estaba dedicado. El templo se convirtió en la mejor representación de la eternidad de Roma. En 248, durante la celebración del milenario de Roma el templo de Venus y de Roma fue sin duda el centro de las ceremonias. Había adquirido un papel fundamental en la vida religiosa de la ciudad. Es, según Michel Christol, el punto de referencia cómodo en el que resumir toda la religión romana tradicional cuya supervivencia y mantenimiento parecían una garantía y una salvaguarda: el templo podía asumir que representaba la fortuna de la ciudad. En las monedas de Filipo el Árabe celebrando el milenario de Roma, se ve un templo hexástilo. Podría tratarse de la representación simplificada del templo de Venus y de Roma con la leyenda SAECULUM NOVUM («Siglo nuevo»).

## Historia

### Antigüedad
La construcción y el diseño se deben al emperador Adriano. Su arquitecto favorito, Apolodoro de Damasco, no quedó demasiado impresionado por las habilidades arquitectónicas de su emperador, y se burló del tamaño de las estatuas sedentes dentro de la cella, diciendo que seguro que se golpearían en la cabeza si intentaran levantarse de sus tronos. Esto provocó la ira del emperador, que lo mandó exiliar y luego ejecutar poco después.
Comenzada la obra en el año 121, a principios del reinado de Adriano, el edificio no fue inaugurado hasta el 21 de abril de 135· de 137 o 138, día del aniversario de la fundación de Roma, y su decoración fue terminada en 141-143 bajo el reinado de Antonino Pío.
Sufrió un incendio en 283 que dañó las cellae y fue restaurado a partir de 308 por el emperador Majencio, que remodeló los ábsides que se ven hoy en día dotándolos de una cubierta abovedada. Esta restauración cambió el diseño original introduciendo exedrae, nichos semicirculares, en la parte trasera de cada cella y pavimentando el suelo con mármoles policromados. Monedas de Maximiano y Majencio representando al templo (la parte consagrada a la diosa Roma) con la leyenda CONSERVATOR VRBIS SVAE (literalmente, «protector o conservador de la ciudad») conmemoraron estos trabajos.
Según el historiador de la Antigüedad Amiano Marcelino, el templo estuvo entre los grandes edificios de Roma que asombraron al emperador Constancio II en su visita a la ciudad en 357.
También pasó por una restauración en tiempos de Eugenio, un usurpador de breve reinado (392-394) contra Teodosio I, ambos cristianos, pero mientras que el primero toleraba las diferentes corrientes cristianas, el segundo solo permitía la oficial, masacrando a los considerados por él como herejes.

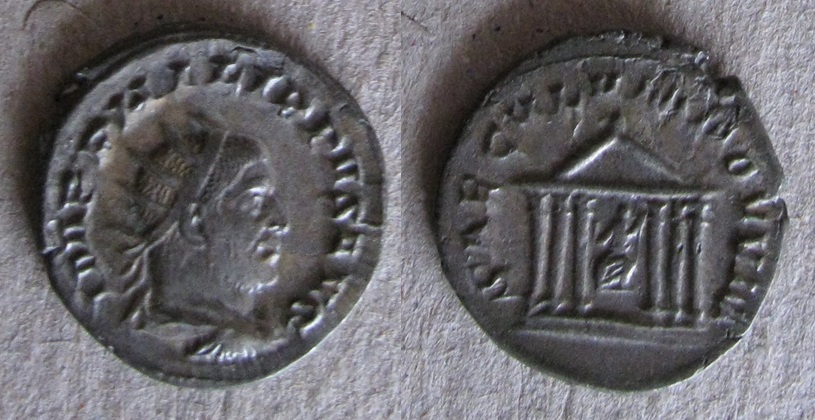
Antoniniano de Filipo el Árabe. En el reverso, SAECVLVM NOVVM.
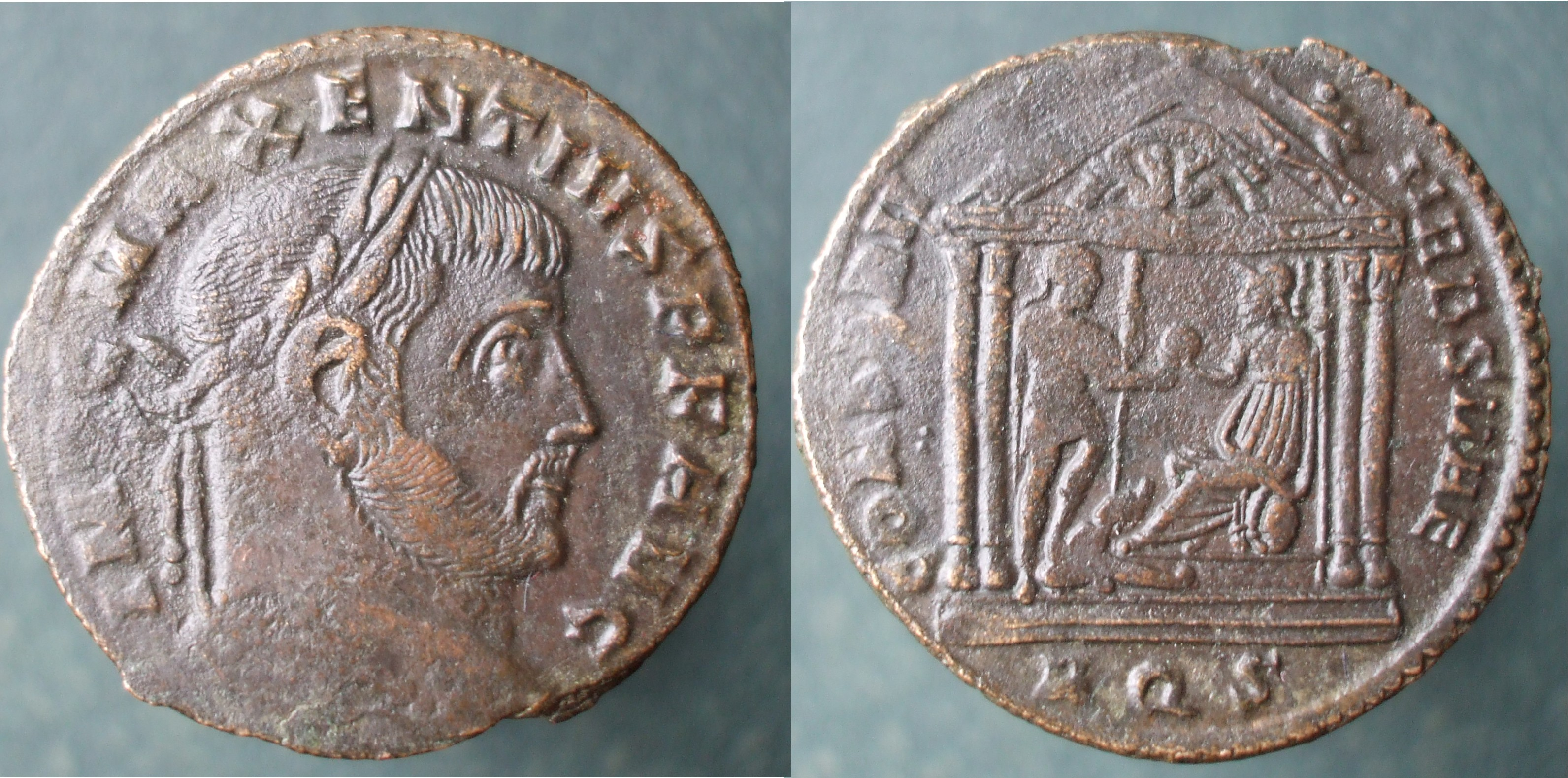
Follis de bronce acuñado por Majencio en Roma en 308 - 310. Esta moneda conmemora la reconstrucción del templo de Roma tras el incendio en 307. En el reverso aparece Roma sosteniendo el orbe y el cetro, entregándoselo al emperador que tiene un cautivo. Se le ve sentado dentro de un templo hexástilo con un escudo en el suelo.

### Edad Media
Como ocurrió con otros majestuosos edificios de la Roma clásica, el templo fue más tarde objetivo por sus ricos materiales. En 630 el papa Honorio I con el consentimiento del emperador Heraclio, se llevó las tejas doradas en bronce del tejado del templo para adornar el de San Pedro.
Se cree que fue destruido por un severo terremoto. En el siglo VIII, el papa Pablo I hizo erigir en la zona del templo en el lado del Foro un oratorio consagrado a los apóstoles Pedro y Pablo, que se convertiría en el siglo IX en la iglesia cristiana de Santa María la Nueva (Santa Maria Nova), por contraponerse a la de Santa María la Antigua que quedaba al otro lado del foro, ya en tiempos del papa León IV alrededor del 850. Un claustro vecino construido en el siglo XII recubre una parte de las ruinas del templo antiguo.
El templo sufrió grandes destrucciones en la Edad Media: los mármoles fueron recuperados o transformados en los hornos de cal. Sobrevivió la terraza, una parte de las columnas de granito del peristilo en el que se encontraban y el ábside con casetones que constituía el fondo de la cella.

### Edad Moderna
Después de una gran reconstrucción en 1612, la iglesia de Santa María la Nueva fue rebautizada como Santa Francesca Romana, incorporando la cella de Roma como campanario. El grabado de una vedute algo fantasiosa por Giovanni Battista Mercati representa el lugar en 1629. La vasta cantidad de mármol que en el pasado adornó el templo había desaparecido por su uso como materia prima para proyectos constructivos de la Edad Media en adelante. El arqueólogo italiano Rodolfo Amedeo Lanciani menciona su descubrimiento de un horno de cal cerca del templo en su obra The Destruction of Ancient Rome.

### Restos
Actualmente sólo quedan unas pocas columnas en su posición original, mientras que otras han desaparecido y reemplazadas por arbustos de boj.

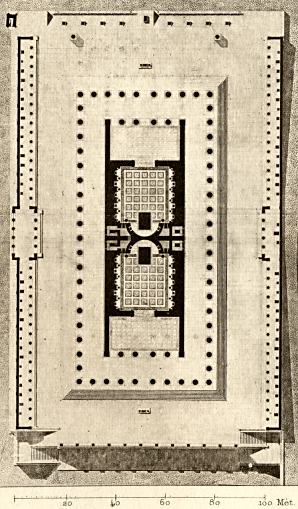
Plano del conjunto, grabado por Chauvet, 1830
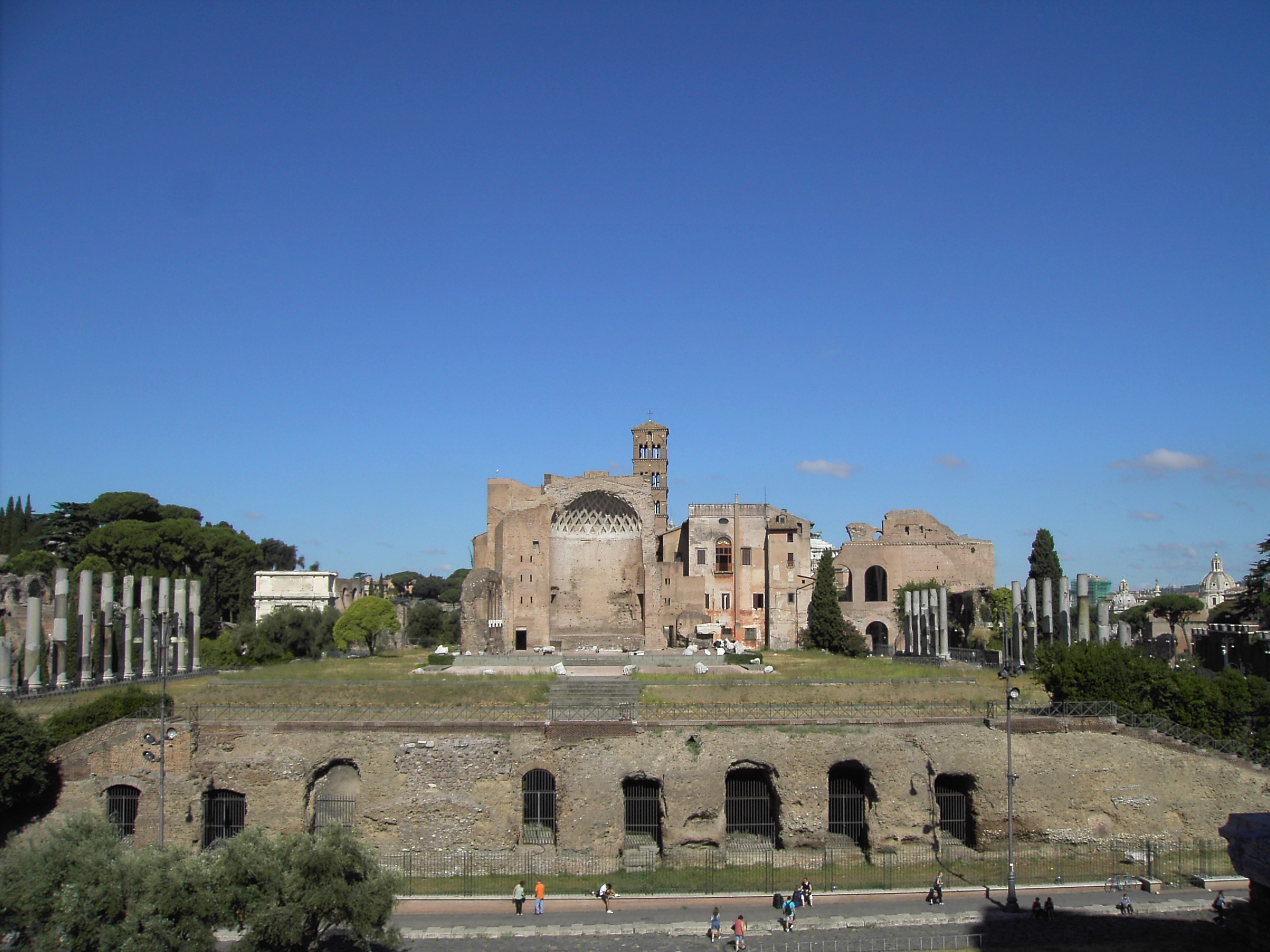
Vista desde el Coliseo: la terraza, las columnas del peristilo y el ábside con casetones. Al fondo a la izquierda, el arco de Tito.
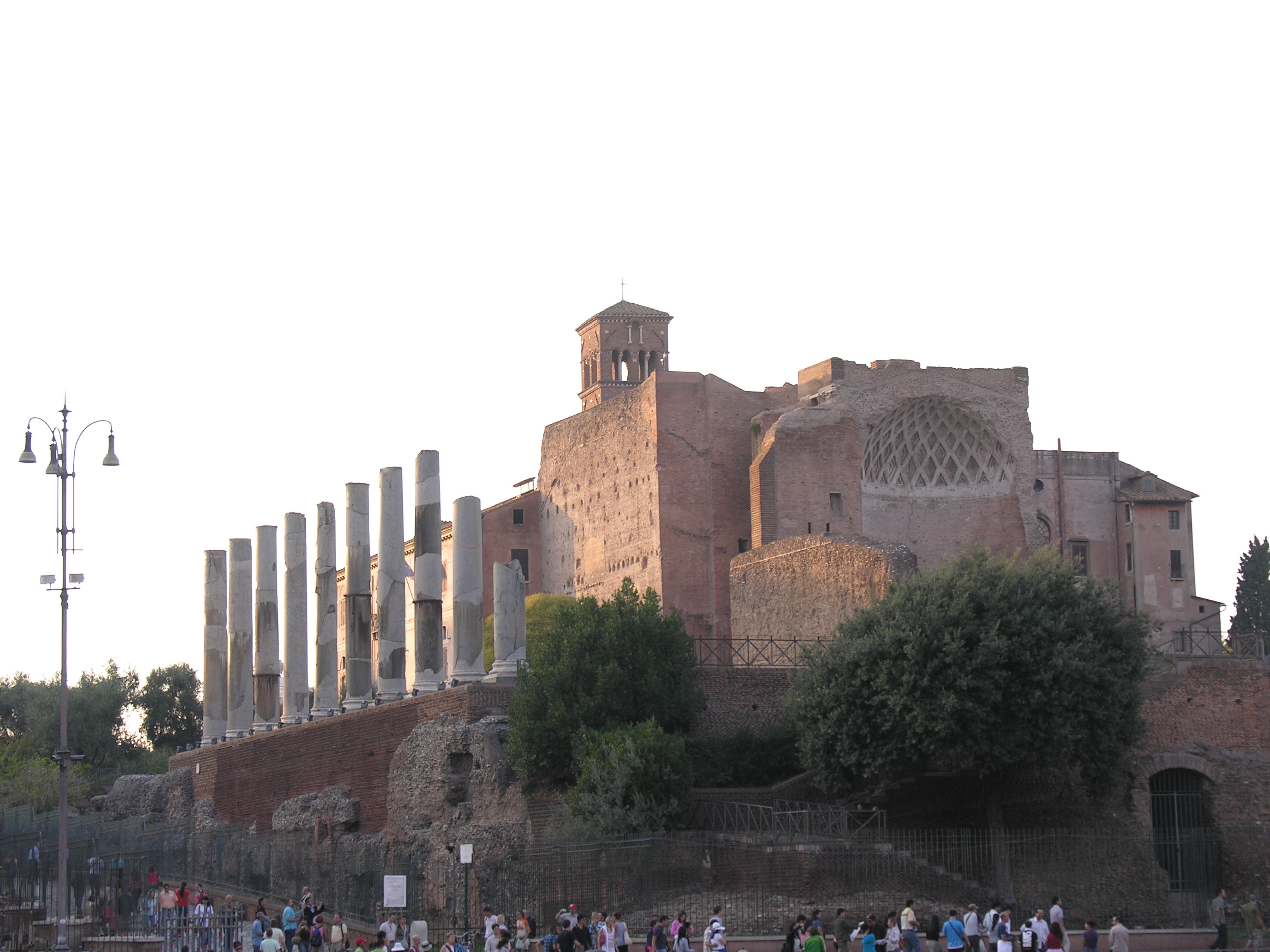
Vista desde el sudeste: los cimientos, la columnata restaurada del lado sur, el ábside.

Entre los años 1815 y 2000 recibió varias restauraciones. El templo sirvió de decorado a numerosas escenas de la película La decima vittima (1965) con Marcello Mastroianni y Ursula Andress.
Desde el papado de Juan Pablo II, las alturas del templo y su posición frente a la principal entrada al Coliseo se han usado para causar un buen efecto como una plataforma para dirigirse al público. Esto puede verse en la fotografía inferior, donde un dosel rojo se erigió para proteger al papa así como una cruz iluminada, con ocasión de la ceremonia del Viernes Santo. El papa, bien personalmente o a través de un representante, guía a los fieles a través de meditaciones en las estaciones de la cruz mientras llevan una cruz desde ahí hasta el Coliseo. 
Recién comenzado el año 2003 el templo fue abierto al público. Actualmente se conserva en un buen estado, manteniendo gran parte del edificio. El templo ha sido reabierto al público después de un amplio programa de restauración que duró 26 años. El acceso al templo está incluido en las entradas para el Coliseo, el Foro y la colina Palatina. 

## Descripción
Era de grandes proporciones, asentado sobre una plataforma de 145 metros de longitud y 100 metros de ancho, y 29,5 m de alto, 31 metros si se cuentan las estatuas. El edificio con peristilo (también peripteral) medía 110 metros de largo y 53 m de ancho. 

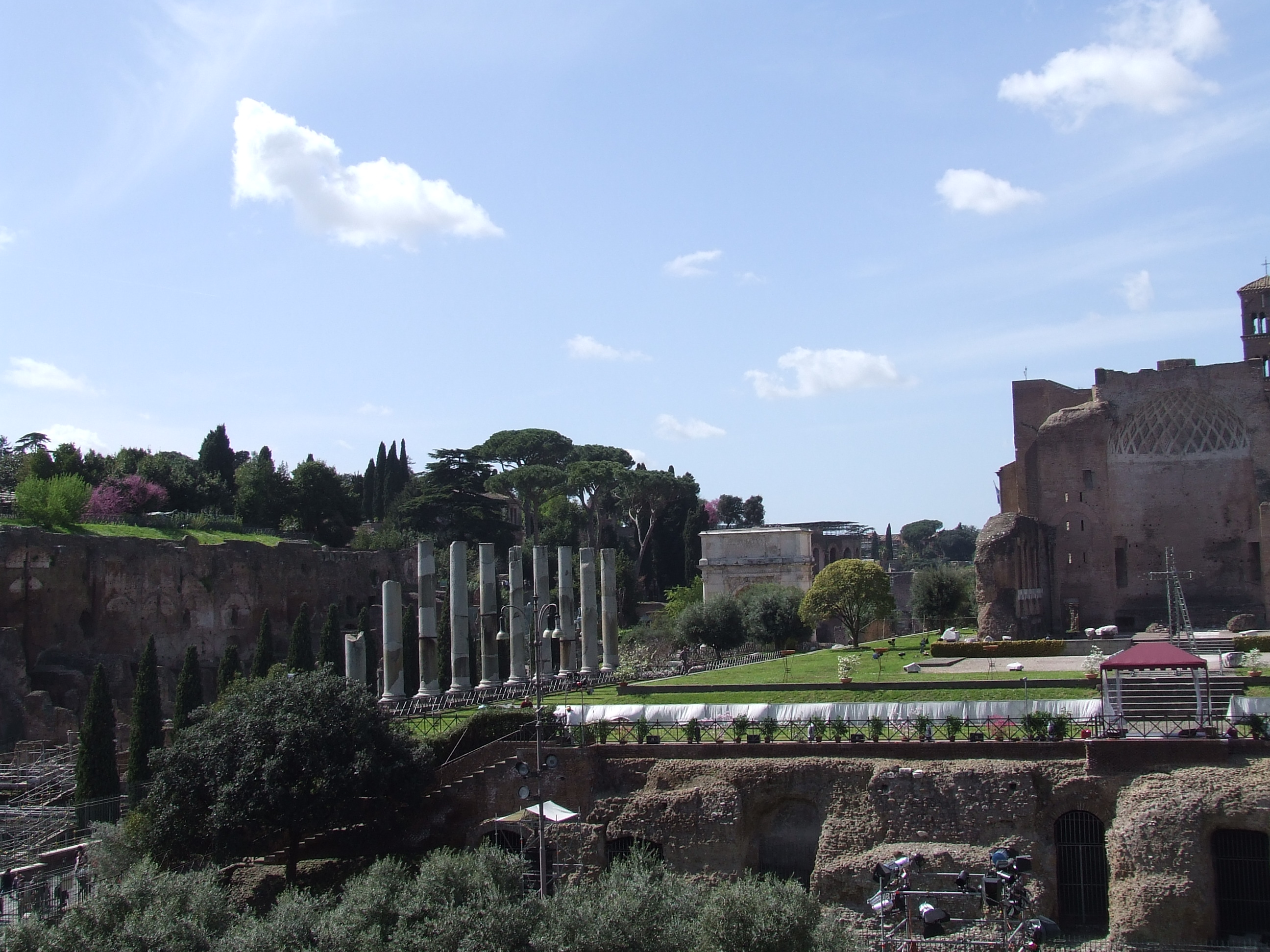
Dosel erigido en el templo de Venus y Roma en las ceremonias de Viernes Santo.

Es un templo doble, combinando dos templos juntos: uno dedicado a Venus, la diosa del amor en la versión de Venus Felix, madre de Eneas, antecesora mítica de los romanos, y el otro a Roma Aeterna, la diosa de la ciudad como "Roma eterna". Esta configuración doble, original e inédita en la misma Roma, existía ya en la época en Oriente, como por ejemplo en el templo de Zeus y de Cibeles en Sardes. Cada templo se compone por una cella cerrada en un cuadrado de 25,7 metros de lado, cubierta de un techo bastidor y precedida de un pórtico con cuatro columnas (tetrástilo). La ausencia de un podio se aparta de la forma tradicional del templo romano. Las cellas estaban dispuestas simétricamente, de espaldas, cada una conteniendo la estatua de una diosa: aquella que tenía la estatua de Roma tiene orientación oeste, mirando al Foro Romano, es la que se conserva y está englobada en el antiguo convento de Sta. Francesca Romana; y la otra, la de Venus, al este hacia el Coliseo.
Los lados oeste y este (los cortos) poseían diez columnas (decástilo), mientras que el norte y el sur (lados largos) poseían dieciocho (o veinte) columnas blancas, todas ellas de 1,8 metros de ancho, lo que hacían de este un templo imponente y de estilo corintio (según la forma clásica de un templo helenístico períptero). Finalizaban en escaleras que bajaban al Coliseo.
Una reconstrucción del templo interior por el arquitecto alemán Josef Bühlmann de 1913 presenta dos columnatas longitudinales de columnas corintias formando una nave central flanqueada por dos naves laterales bajo un techo abovedado con casetones. Descansando sobre las columnas hay un doble entablamento que se extiende hacia atrás hasta la exedra, con una semi-cúpula de casetones sobre la estatua sedente. Las paredes detrás de las naves laterales llevan insertas pequeñas columnas que se alzan a alguna distancia sobre el suelo sobre un plinto. Pequeñas estatuas situadas en hornacinas entre estas columnas puntúan las paredes, los huecos rematados alternando frontones triangulares y arqueados. Más estatuas pequeñas se encuentran en el entablamento encima de cada columna pequeña.
Como una ingeniosa sutileza añadida por Adriano, Venus representaba también al Amor, "AMOR" es "ROMA" al revés. Así, colocando a las dos divinidades de Venus y Roma espalda contra espalda en un solo templo creaba una simetría añadida de sus nombres. Dentro de la cella de Venus había otro altar donde las parejas recién casadas podían hacer sacrificios. Directamente al lado de este altar se alzaban estatuas de plata gigantescas de Marco Aurelio y Faustina la menor.